# Erik Nilsson (fotbollsspelare född 1989)
Erik Nilsson, född 30 juli 1989, är en svensk fotbollsspelare (mittfältare) som spelar för FBK Karlstad. 

## Karriär
Nilsson inledde sin karriär i Örebro SK och värvades i november 2011 av Degerfors IF. Där blev han aldrig en riktigt ordinarie startspelare, utan han fick oftast göra inhopp. Nilsson gjorde sig känd för sin mångsidighet. I samband med att han i november 2015 lämnade Degerfors IF sa han själv att han under sin tid i klubben spelat på i stort sett alla positioner utom målvakt. Månaden därpå skrev han på ett tvåårskontrakt med IK Brage.
I december 2018 värvades Nilsson av Carlstad United. Inför säsongen 2020 slogs Carlstad United ihop med Karlstad BK och bildade IF Karlstad. Inför säsongen 2022 gick Nilsson till division 3-klubben FBK Karlstad.